# Neurodon
Neurodon est une campagne de soutien à la recherche sur le cerveau et les maladies neurologiques.
Organisée par la Fédération pour la recherche sur le cerveau (FRC), le Neurodon est une opération nationale de collecte fonds pour soutenir la recherche contre les maladies et les handicaps neurologiques : maladies neurodégénératives (Alzheimer, Parkinson, Creutzfeldt-Jakob, Huntington, sclérose en plaques, atrophie corticale postérieure , etc.), dépression, épilepsie, infirmités motrices cérébrales (IMC) résultant de lésions cérébrales précoces.
Les campagnes du Neurodon sont organisées chaque année au mois de mars. En dehors de ces temps forts, la FRC collecte les fonds du Neurodon tout au long de l'année pour contribuer au financement de la recherche. Selon le Professeur Touchon, actuel président du conseil scientifique de la FRC, « chaque année, la fédération finance plus de dix équipes de recherche sur tout le territoire, notamment à partir des fonds récoltés lors de la collecte […]. Les maladies du cerveau constituent donc un problème de santé publique pour lequel de nouveaux médicaments doivent être trouvés ». (Propos cités dans l'interview accordée à Christelle Jeudy pour Nord Eclair le 13 mars 2012).

## Le Neurodon, une initiative récente de la FRC
Le Neurodon est né en 2000, lancé par la FRC en partenariat avec la Société des neurosciences. Selon la FRC, 7,9 millions d'euros ont été attribués depuis sa création à plus de 200 programmes de recherche en neurosciences.
Avec un constat : l'importance d'agir pour pallier les difficultés de financement de la recherche. 1 personne sur 10 souffre d'une maladie et/ou d'un handicap d'origine neurologique.
Selon le Dr Étienne Hirsch, président du conseil scientifique de la FRC entre 2007 et 2009, « un quart des Européens sont touchés de près ou de loin par les maladies du cerveau ».

## Le Neurodon, une campagne pour découvrir les moyens de guérir le cerveau
Aujourd'hui, aucune des maladies pré-citées (Parkinson, Alzheimer, épilepsie) n'est complètement curable.
Certaines d'entre elles peuvent être contenues avec des symptômes contrôlés et/ou une évolution ralentie, mais aucune ne peut être guérie à proprement parler.
On le sait pour les maladies d'Alzheimer, de Parkison ou pour la sclérose en plaques. On le sait moins souvent pour l'épilepsie par exemple, maladie encore à ce jour incurable. Ainsi, les personnes souffrant d'épilepsie doivent subir à vie des traitements médicamenteux lourds pour contrôler la fréquence de leurs crises, quand elles ne sont pas pour 30 % d'entre elles « pharmaco-résistantes », c'est-à-dire que leurs crises ne diminuent pas quelles que soient les molécules administrées. La chirurgie, dans leur cas, fonctionne parfois, mais les risques d'échec sont importants et la rémission définitive n'est jamais garantie.
Dans le cas de lésions cérébrales causées par un accident ischémique cérébral (AVC), le cerveau reste endommagé à jamais, et les conséquences, irrémédiables, peuvent être nombreuses : handicaps moteurs, troubles de la mémoire, aphasie, déficiences auditives ou visuelles, épilepsie, troubles de l'apprentissage… Jusqu'à présent, il n'existe aucun traitement pour y remédier, seule une rééducation constante est préconisée, qui permet une amélioration du confort de vie mais n'apporte pas de guérison.
Le Neurodon s'inspire, comme d'autres campagnes de dons (Pasteurdon par exemple), de son illustre grand-frère, le Téléthon, organisé en France depuis 1987 par l'AFM. Mais il lui reste à renforcer sa notoriété et à sensibiliser davantage le grand public à sa cause pour prétendre mobiliser à la même échelle que le marathon télévisuel du Téléthon. L'activisme de l'AFM, la vitrine médiatique de l'opération et le soutien massif du public ont permis ces dernières années de faire avancer à grands pas la recherche sur les thérapies géniques pour soigner les maladies génétiques. Aujourd'hui, de nouvelles thérapies, les thérapies cellulaires, s'apprêtent à naître. À l'heure où l'avenir de la recherche sur le cerveau semble passer par ces  thérapies cellulaires qui pourront peut-être demain contribuer également à soigner les maladies génétiques, le temps est peut-être venu de créer une campagne de dons commune ?

## Campagne du Neurodon 2009
La campagne du Neurodon a eu lieu du 9 au 15 mars 2009, elle a mis l'accent sur le thème de l'apprentissage. Il s'agit de sensibiliser le public aux problèmes des maladies du cerveau en rappelant notamment que de nombreuses pathologies de l'apprentissage, comme la dyslexie ou la dyspraxie, sont des maladies du cerveau.

## Campagne du Neurodon 2010
Elle a eu lieu du 8 au 14 mars. La Fédération pour la recherche sur le cerveau (FRC) espère dépasser les 10 millions d'euros de financements en 2010.
À l'occasion de cette 10e campagne, la FRC a lancé le numéro « 3620 Neurodon » pour inciter le public à financer la recherche en neurosciences. 
Bernard Esambert, actuel président de la FRC, appelle à la mise en place d'un « Plan Cerveau ». Déjà proposé par le Pr Jacques Glowinski, le premier président du conseil scientifique de la FRC, ce plan avait été écarté au profit du Plan Alzheimer 2008-2012, lancé le 1er février 2008 par Nicolas Sarkozy.
Les axes de recherche portent aujourd'hui sur la pharmacologie sur les plans cellulaire et moléculaire, les thérapies génique et moléculaire, les pathologies liées à l'allongement de la durée de la vie et celles liées au phénomène d'addiction, résume André Nieoullon, vice-président du conseil scientifique de la FRC et président de la Société des neurosciences.
De nombreux événements seront organisés cette année autour de la recherche en neurosciences et des maladies neurologiques, dont un important colloque le 16 septembre 2010 qui donnera lieu à la publication d'un livre blanc sur l'état de la recherche en neurosciences aux éditions Odile Jacob.

## Campagne du Neurodon 2011
Elle a eu lieu du 21 au 27 mars. La Fédération pour la recherche sur le cerveau (FRC) a atteint son objectif avec plus de 11 millions d'euros de financements attribués à fin 2011.
À l'occasion de cette 11e campagne, la FRC a sensibilisé le public aux liens entre « sport et santé » en organisant sa conférence de presse au siège du Comité national olympique et sportif français (CNOSF) avec lequel elle a mis en place un partenariat. Plusieurs randonnées rollers « Tous à rollers avec le neurodon » se sont déroulées au cours de l'année en partenariat avec LCL, la Fédération française de rollers et les associations Rollers & Coquillages, Air Roller, RollerinMontpellier, Roulez Rose et le Roller Club de Martigues. Dix randonnées rollers sont prévues pour 2012. La FRC a mis en place quatre correspondants bénévoles en régions (Aquitaine, Béarn, Toulouse et Bretagne Nord) et prévoit de doubler leur nombre pour 2012. Plus de six cents bénévoles ont participé à la collecte dans les magasins Carrefour.

## Campagne du Neurodon 2012
Elle s'est déroulée du 5 au 10 mars, et a été suivie de la collecte dans les magasins Carrefour, du 12 au 18 mars. Le thème de cette année était « addictions et dépendances : peut-on parler de nouvelles addictions ? ». La FRC a mis en place à cette occasion des partenariats avec le Centre de Référence du Jeu Excessif (CRJE), le Centre d'Enseignement, de Recherche et de Traitement des Addictions (CERTA), la Fédération Addiction et le Réseau de Prévention des Addictions (RESPADD). Elle a conçu et édité un guide : « quand mon cerveau devient accro », et un memo pocket « addictions: attention ! » à destination de tous les publics. Elle a inauguré le 5 mars son blog, le « neuroblog » sur lequel les internautes pourront chaque jour de la campagne poser leurs questions en direct à un chercheur spécialisé : http://neuroblog.fr/
On pouvait voir sur les écrans de télévision et sur internet son clip « Echecs ».
Le nombre de ses correspondants en régions est passé à six (Aquitaine, Béarn, Bretagne Nord, Montpellier, Toulouse, Lorraine, Nord Pas de Calais) pour atteindre huit d'ici l'été 2012 (régions Rhône-Alpes et Bretagne Sud).